# Lisbeth Korsmo
Lisbeth Korsmo, született Lisbeth Berg (Oslo, 1948. január 14. – Oslo, 2017. január 22.) olimpiai bronzérmes norvég gyorskorcsolyázó, kerékpárversenyző.

## Pályafutása
Négy olimpián vett részt (1968, Grenoble, 1972, Szapporo, 1976, Innsbruck, 1980, Lake Placid). 1976-ban Innsbruckban 3000 méteren bronzérmet szerzett.
Ő volt az első norvég nő, aki gyorskorcsolyázásban olimpiai érmet szerzett.

## Sikerei, díjai
- Olimpiai játékok
  - bronzérmes: 1976, Innsbruck – 3000 m